# Michael Hart
Michael Hart, all'anagrafe Michael Stern Hart (Tacoma, 8 marzo 1947 – Urbana, 6 settembre 2011), è stato un informatico, scrittore e attivista statunitense, fondatore del Project Gutenberg, ideato per rendere gratuitamente disponibili testi elettronici liberi da copyright o espressamente concessi per la libera distribuzione attraverso la rete Internet.
Almeno una versione di ogni e-book distribuito dal progetto è disponibile in testo semplice, tale da poter essere visualizzato potenzialmente su qualsiasi computer. È considerato anche l'inventore del primo concetto di e-book.
La maggior parte dei primi testi diffusi dal progetto furono scritti interamente dallo stesso Hart. Attualmente i testi sono prodotti dai molti volontari (di solito a partire da scansioni degli originali cartacei) che aderiscono al Progetto Gutenberg.

## Biografia

### Primi anni
Il padre di Michael Hart era un contabile, e la madre, già impiegata come analista crittografa durante la seconda guerra mondiale, era dirigente commerciale presso una rivendita.
Nel 1958 la sua famiglia si trasferì ad Urbana nell'Illinois, ove i genitori trovarono impiego come professori di liceo, in studi shakespeariani il padre, e in matematica, la madre.
Hart si iscrisse all'Università dell'Illinois, conseguendo il baccalaureato in soli due anni. Seguì quindi i corsi superiori, senza tuttavia completarli.

### Nascita del progetto
Durante la sua frequenza presso l'università, il locale centro di elaborazione dati concesse ad Hart un accesso: il miglior amico del fratello di Hart era l'operatore del mainframe centrale.
Sebbene all'epoca i computer fossero essenzialmente dedicati all'elaborazione di dati, Hart, consapevole del fatto che il centro era connesso ad una rete informatica (parte della quale sarebbe poi divenuta Internet), intuì le potenzialità offerte dal sistema cui aveva accesso non solo per l'elaborazione, ma anche per la distribuzione di informazioni.
Hart ricordava che, dopo la creazione del suo accesso al sistema il 4 luglio 1971, egli aveva immediatamente iniziato a tentare di capire come meglio sfruttarlo. Presa tra le mani una copia cartacea della dichiarazione di indipendenza degli Stati Uniti, distribuita gratuitamente presso un negozio di alimentari ove s'era fermato tornando a casa quella sera stessa, dopo aver assistito al tradizionale spettacolo pirotecnico in occasione dell'anniversario dell'indipendenza degli Stati Uniti, iniziò subito a copiarne il testo con una macchina teletype, ma non fu in grado di inviarne una copia via email. Pertanto, onde evitare un possibile errore di sistema con conseguente blocco del medesimo, rese la copia scaricabile via rete come file a sé stante. Questo fu l'inizio del Progetto.
Hart iniziò quindi a rendere disponibili testi classici come le opere di Omero, di Shakespeare e Mark Twain e la Bibbia.
Sino al 1987 aveva, da solo, prodotto e distribuito in tal modo 313 testi.
In quell'anno, grazie all'assistenza di un gruppo di utenti PC dell'Università dell'Illinois e di Mark Zinzow, un programmatore che vi operava, Hart raccolse un primo gruppo di assistenti volontari grazie all'aiuto dei quali nacque la prima vera e propria infrastruttura del progetto, che si dotò di siti mirror e di mailing list per il coordinamento e l'annuncio delle nuove edizioni disponibili. Grazie a tali sviluppi, la curva di crescita della produzione di testi del progetto prese a crescere sensibilmente.
Gli intenti del progetto dichiarati da Hart in tale fase furono:
"Incoraggiare la creazione e la distribuzione degli eBook"
"Aiutare ad abbattere le sbarre dell'ignoranza e della illetteratura"
"Donare quanti più possibili eBook al maggior numero possibile di persone"

### Altre attività
Hart fu anche scrittore e le sue opere sono gratuitamente distribuite attraverso il server del Progetto Gutenberg. Era inoltre membro del progetto RepRap, che si pone l'obbiettivo di creare macchine autoreplicanti.

### Morte
Morì per infarto il 6 settembre 2011, nella sua casa di Urbana, Illinois, all'età di 64 anni.